# Unità di load/store
Nell'ambito dell'ingegneria informatica, un'unità load-store, abbreviata come LSU (dall'inglese: Load Store Unit) è un'unità di esecuzione specializzata nell'attuazione di tutte le istruzioni di load-store, della generazione degli indirizzi virtuali per tali operazioni e del caricamento dei dati dalla memoria principale o del loro salvataggio nella memoria dei registri..
L'unità load-store comprende generalmente una coda che funge da polmone di disaccoppiamento e area di attesa per le istruzioni provenienti dalla memoria, mentre l'unità riesce così ad operare in modo indipendente dalle altre unità del processore.
Le unità load-store possono essere utilizzate anche nell'elaborazione vettoriale, e in questi casi si può usare il termine “load-store vettoriale”.
Alcune unità di memorizzazione del caricamento sono anche in grado di eseguire semplici operazioni in virgola fissa e/o su numeri interi.